# Zarube
Zarube (em cirílico: Зарубе) é uma vila da Sérvia localizada no município de Valjevo, pertencente ao distrito de Kolubara. A sua população era de 143 habitantes segundo o censo de 2011.

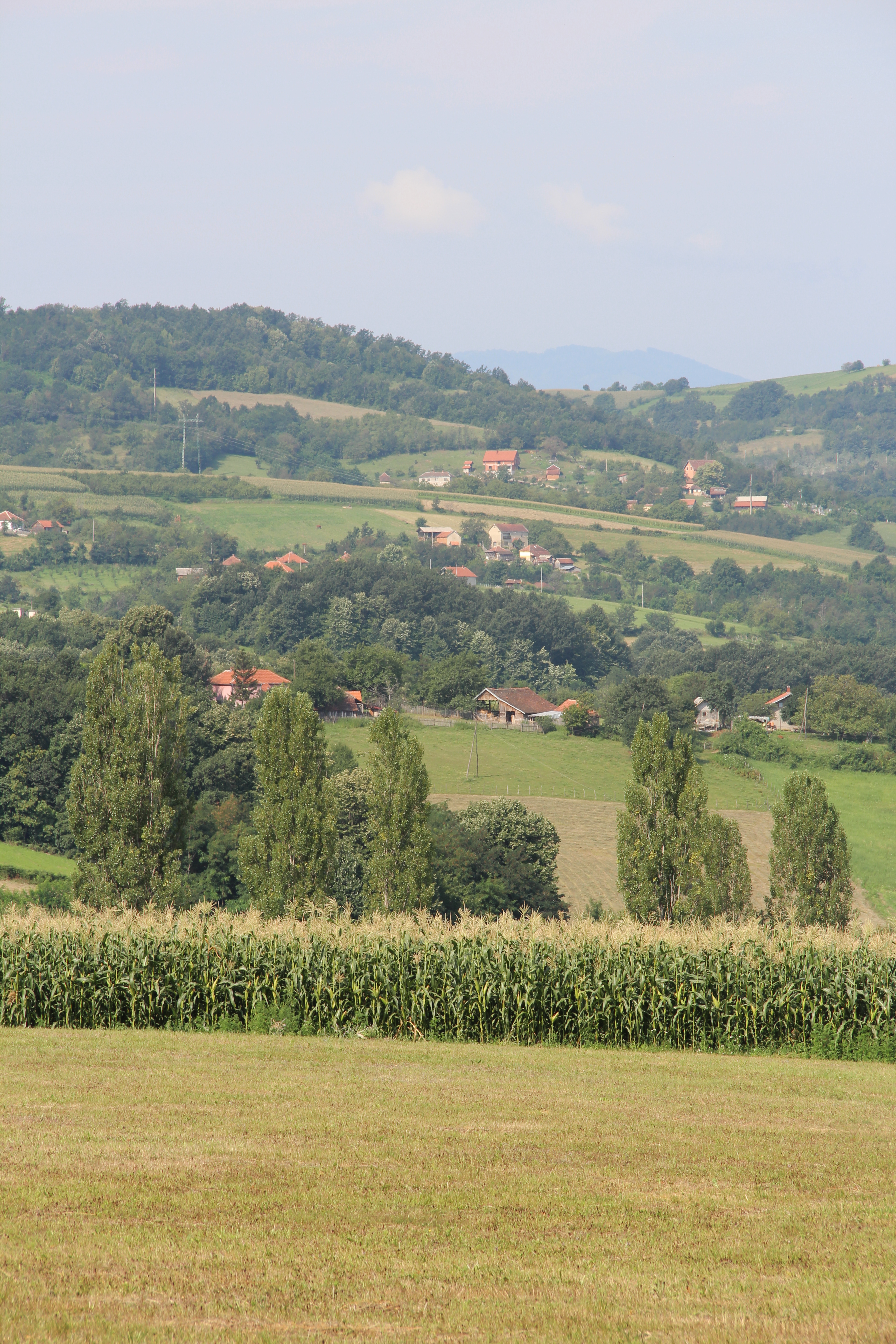
Zarube - panorama
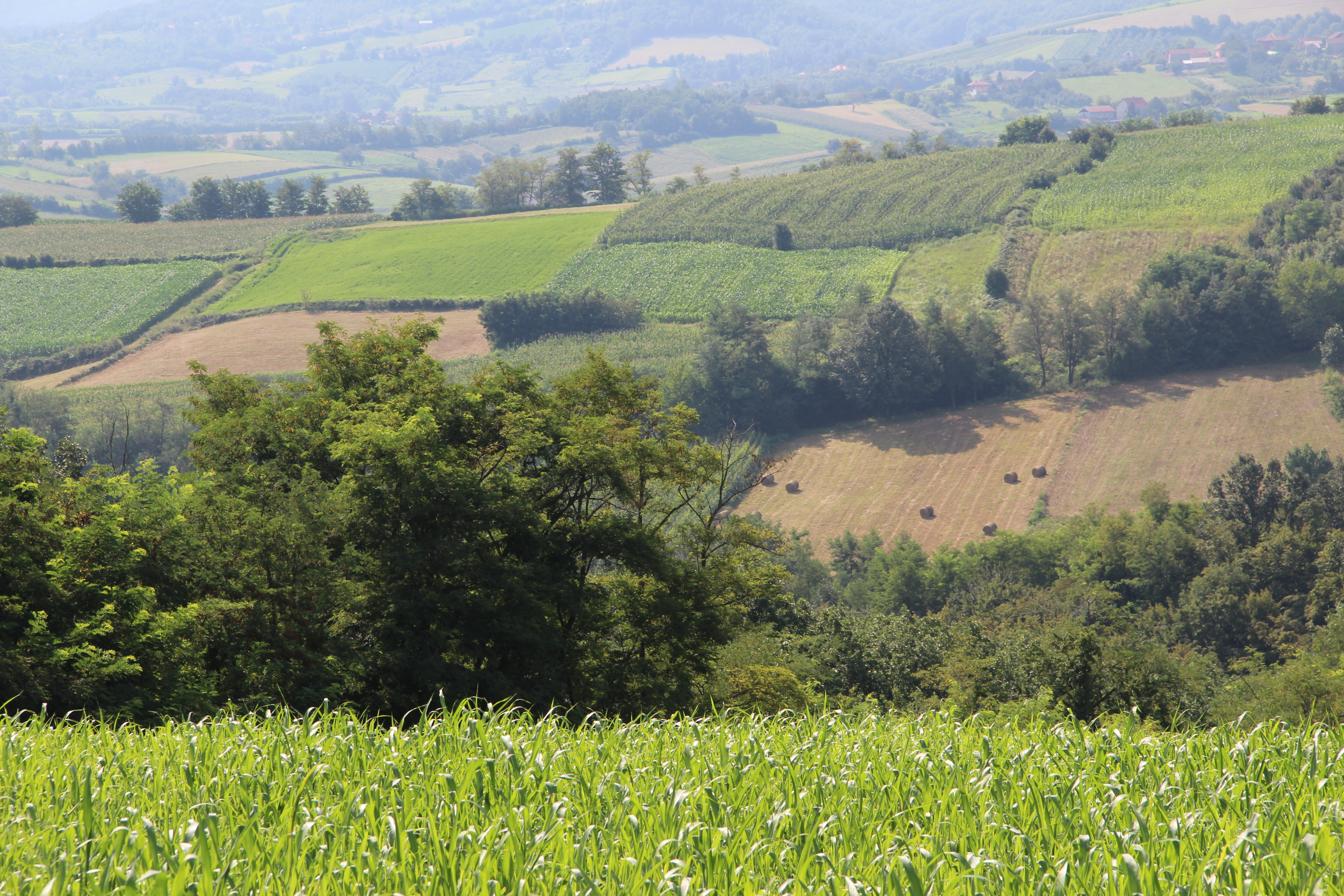
Zarube - panorama
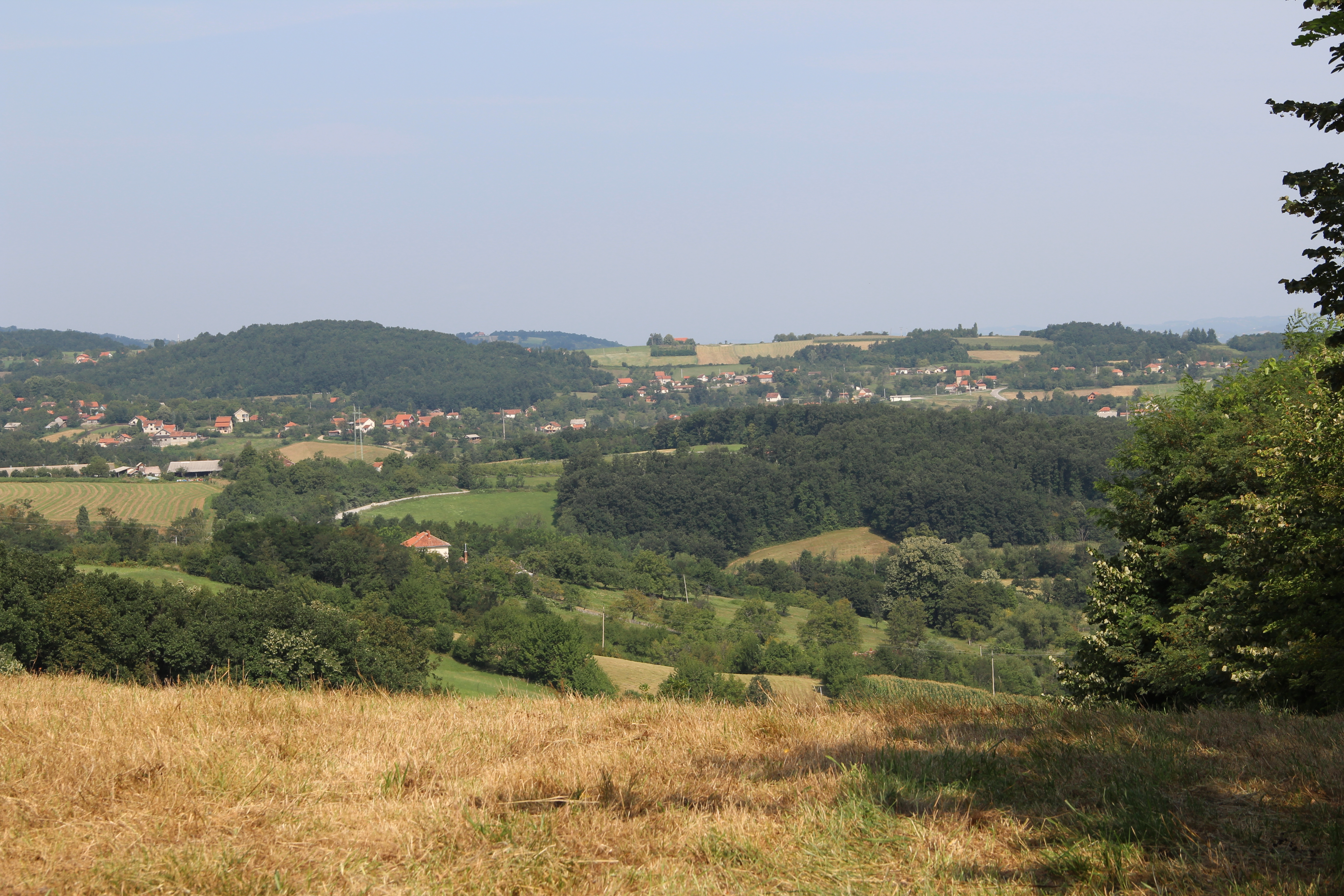
Zarube - panorama
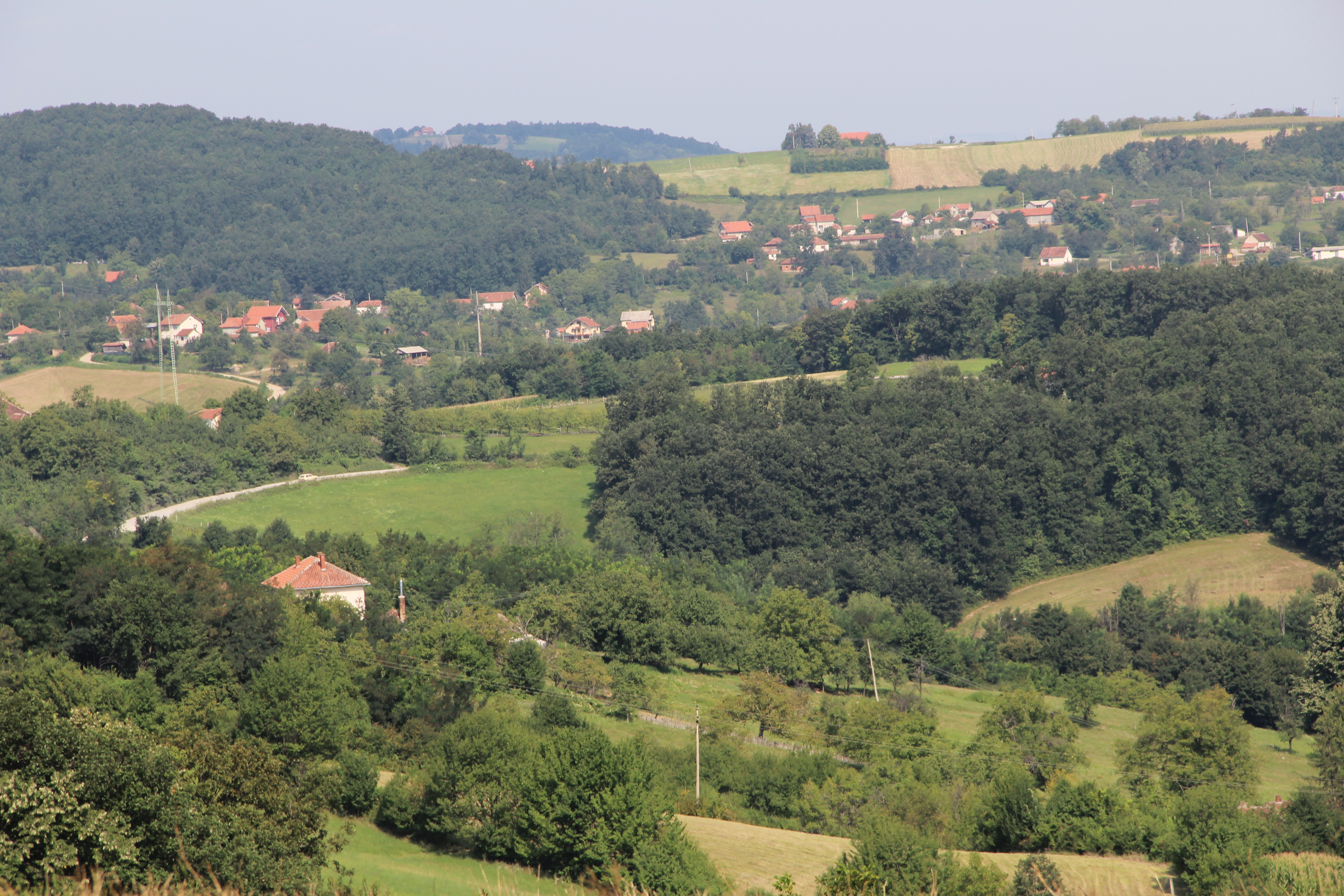
Zarube - panorama
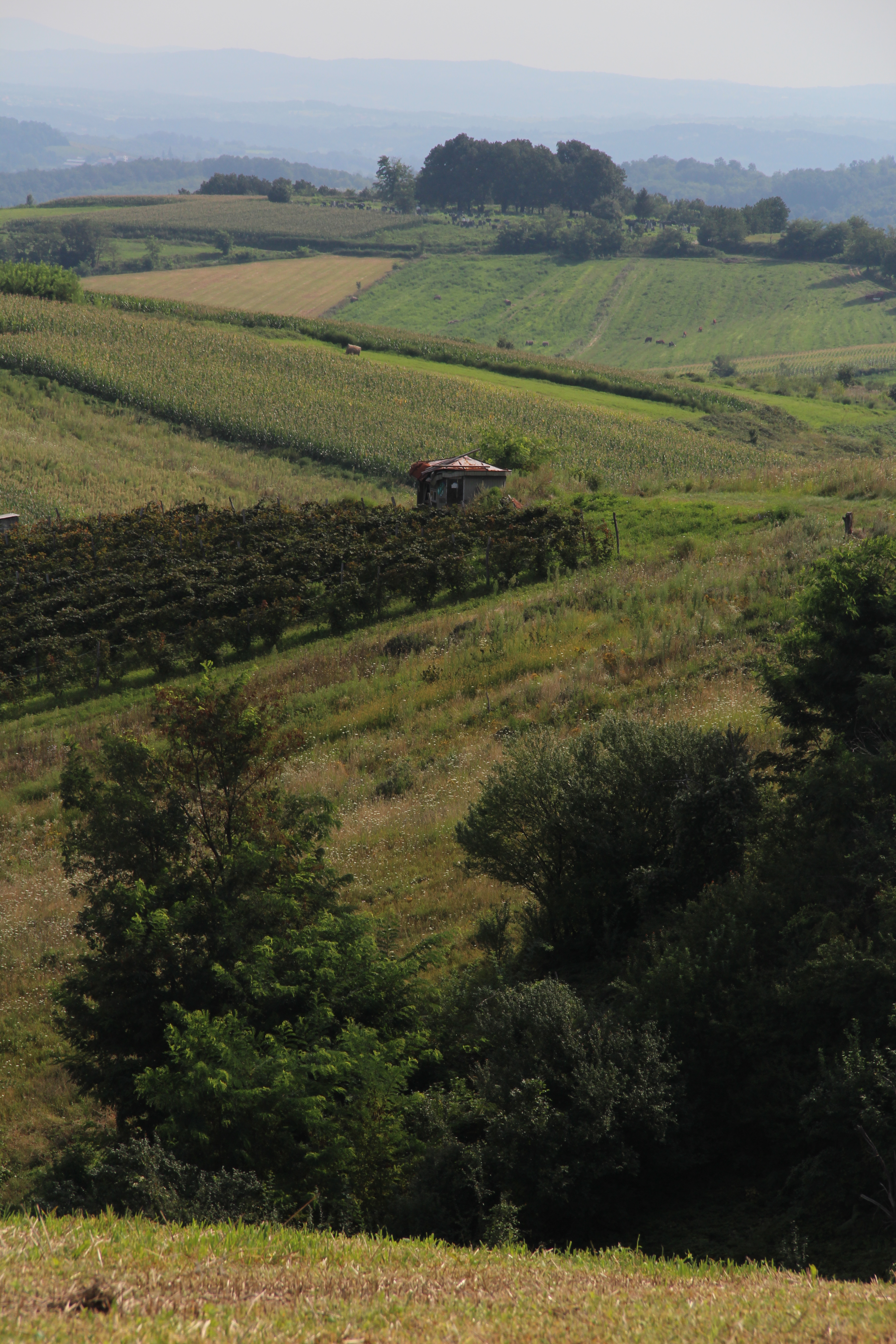
Zarube - panorama
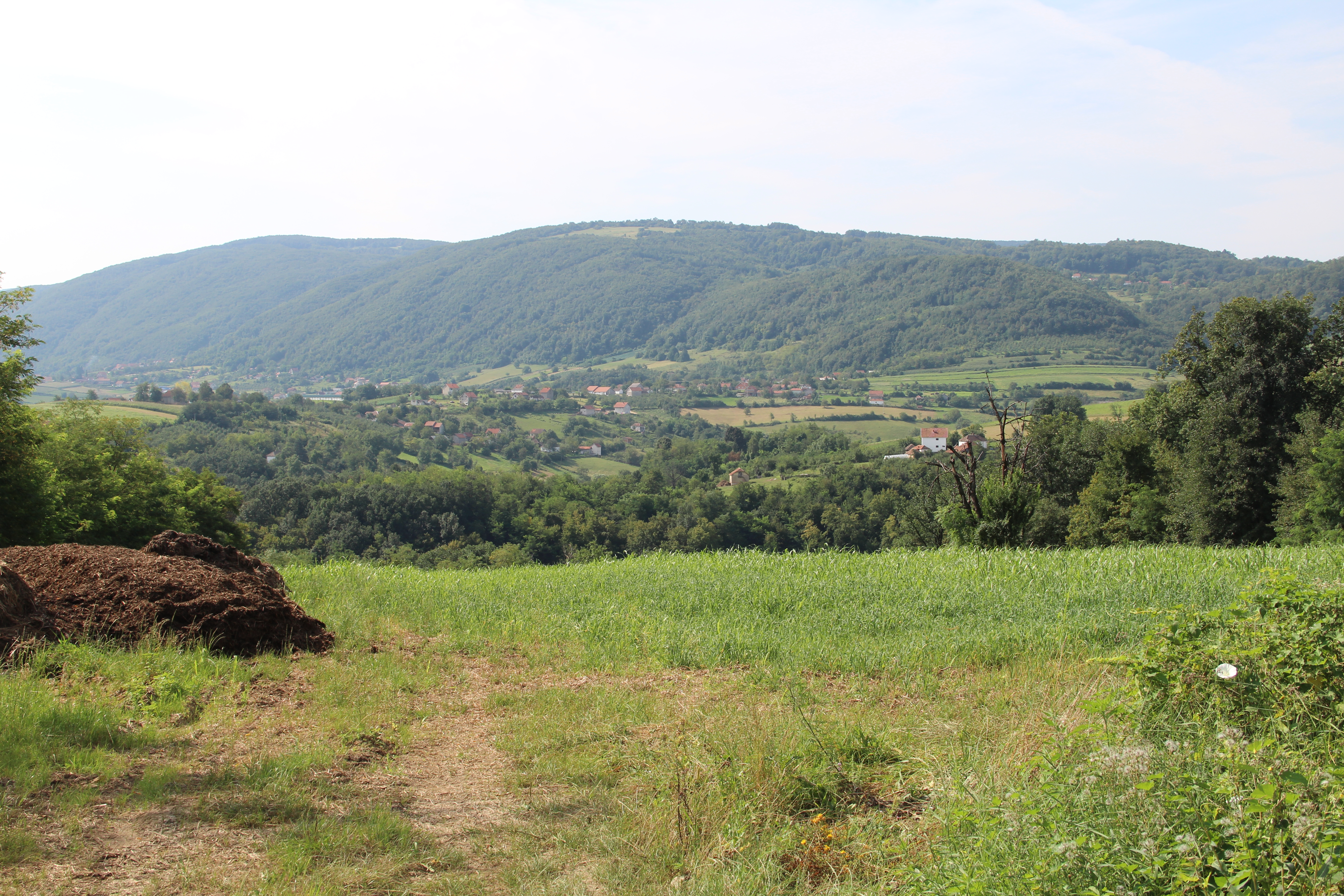
Zarube - panorama

## Demografia
| 1948 | 1953 | 1961 | 1971 | 1981 | 1991 | 2002 | 2011 |
| ---- | ---- | ---- | ---- | ---- | ---- | ---- | ---- |
| 251  | 231  | 226  | 226  | 192  | 180  | 171  | 143  |